# Шершень обыкновенный
Шершень обыкновенный, или оса шершневая (лат. Vespa crabro, букв. «оса шершень»), часто название сокращают просто до «шершень» — крупнейшая оса, обитающая на территории Европы. Ареал охватывает также и огромную часть Азии, и некоторые регионы Северной Америки.

## Описание

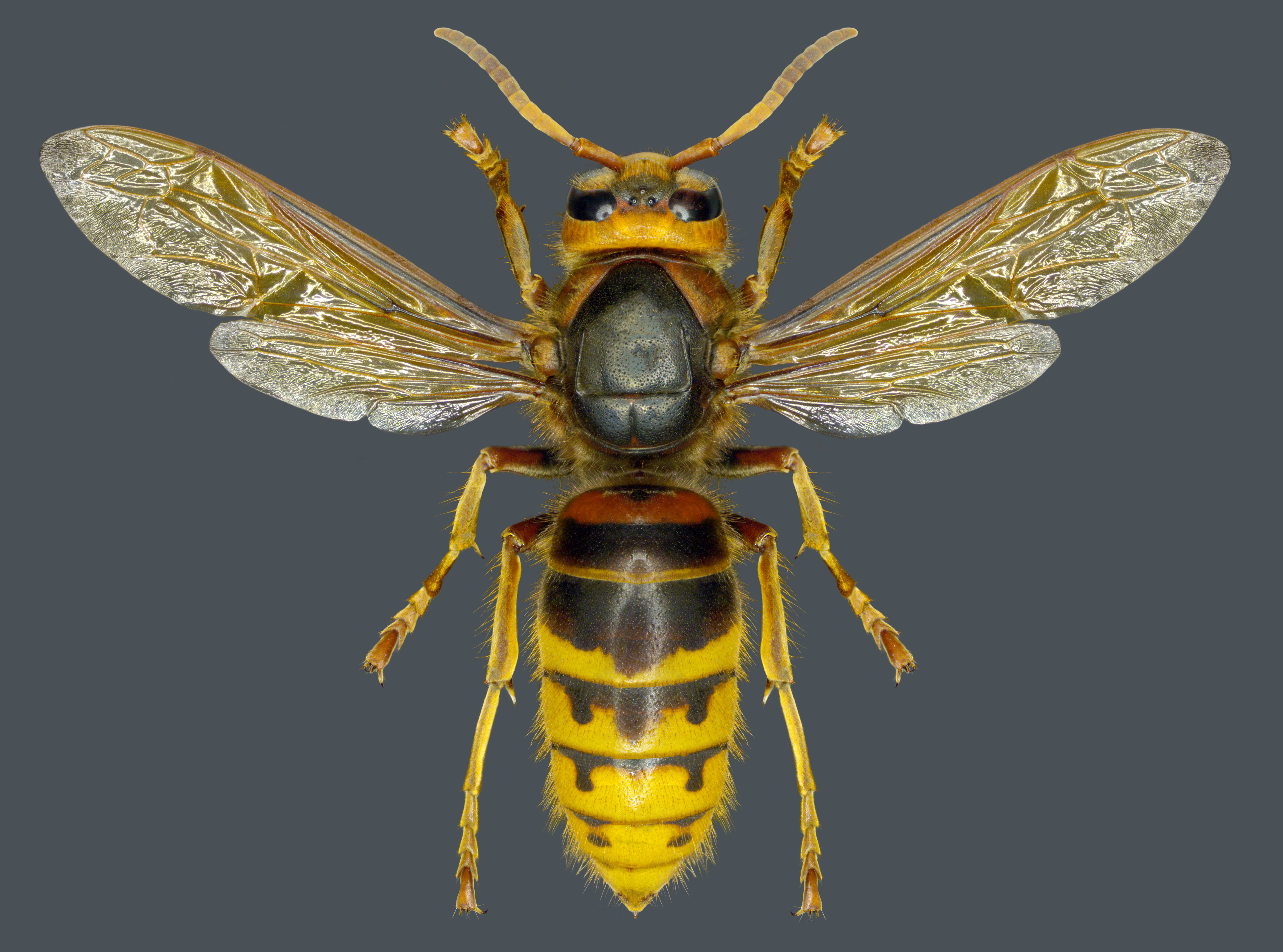
Матка

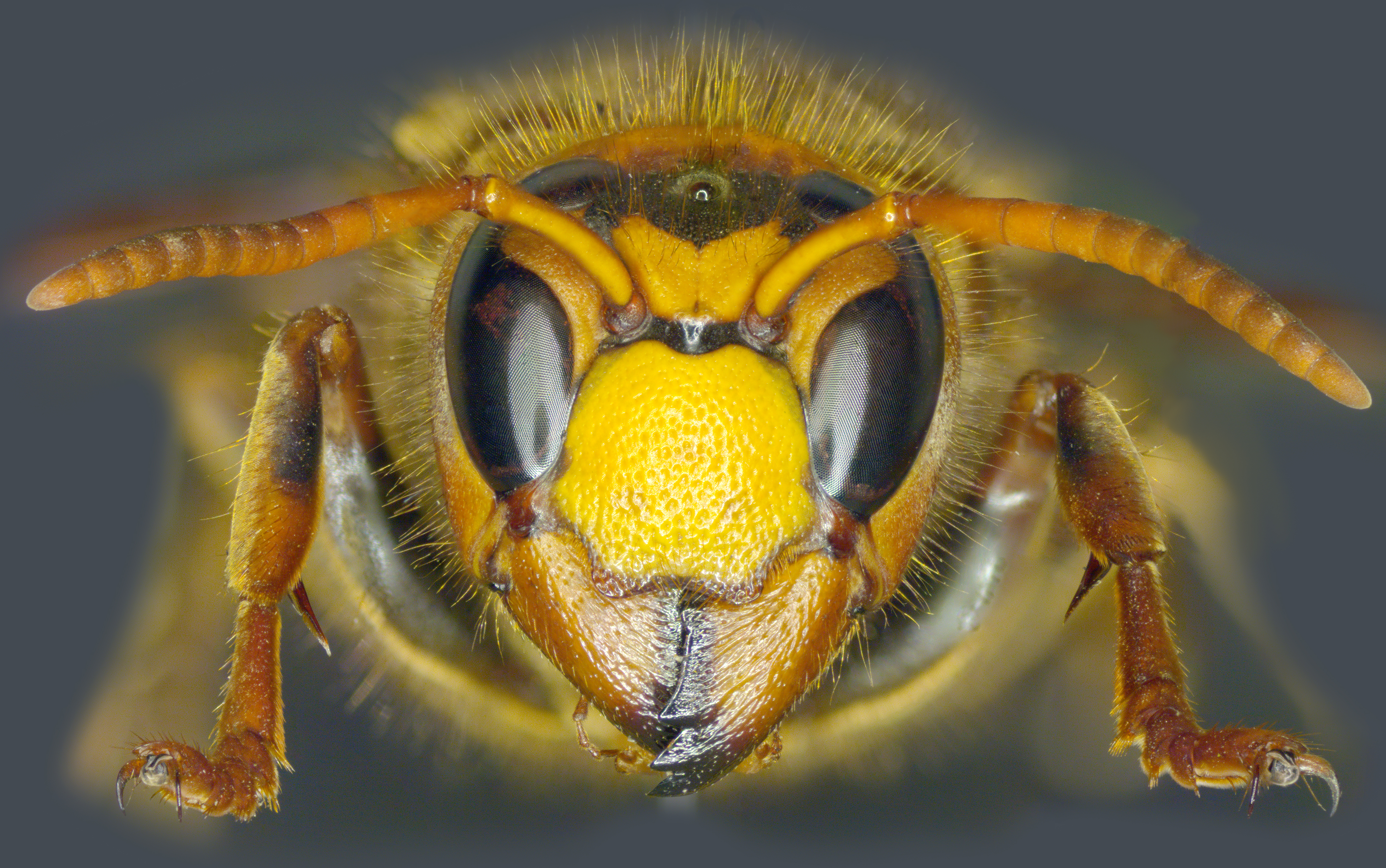
Голова крупным планом

Длина матки варьирует от 25 до 35 миллиметров, рабочие особи и самцы меньше. Самцы и самки немного различаются по строению: у самцов 13 сегментов усиков, у самок — 12, так же, как и у других ос. Брюшко самца имеет 7 видимых сегментов, брюшко самки на 1 сегмент меньше.
Рабочие особи и матка имеют жало — видоизменённый яйцеклад, которое используется как защита от врагов.
Шершень имеет глубокий изрез глаз, которые напоминают букву С. Глаза имеют красновато-оранжевый цвет. Брюшко имеет чередующиеся полосы оранжевого и чёрного цветов. Очень похож на дальневосточного сходного шершня Vespa simillima, от которого отличается крупной и грубой пунктировкой наличника. Дальневосточные экземпляры обыкновенного шершня всегда с красноватыми лопастями переднеспинки, тогда как у сходного шершня Vespa simillima переднеспинка сверху тёмная, одноцветная (красные пятна могут проявляться только на заднеспинке). Одноцветная тёмная спинка бывает только у сибирских экземпляров обыкновенного шершня, тогда как сходный шершень Vespa simillima в Сибири пока не обнаружен.

Обыкновенный шершень крупнее, чем обычные осы, но меньше чем, например, Vespa mandarinia и некоторые другие азиатские шершни. Шершень имеет волоски, хотя их меньше, чем у большинства пчёл.
Гнёзда шершней похожи на осиные и имеют подобное строение, только они обычно имеют бурый, а не серый цвет. Это связано с использованием шершнями других деревьев для его создания.
Обыкновенный шершень относительно неагрессивен, в отличие от ос, и укусы человека и животных происходят главным образом если потревожено гнездо или шершень применяет жало в качестве самообороны (притом обычно он старается спастись бегством и применяет жало только если его схватить). Укусы шершня весьма болезненны, при наличии аллергии на осиный яд опасны для жизни. Большое количество укусов (если, к примеру, было потревожено гнездо) также может быть опасно для жизни человека.

## Ареал
Обыкновенный шершень распространён по всей территории Европы, кроме её северных и крайних южных районов. Это единственный шершень, который обитает на территории Украины и на европейской территории России (кроме северных районов). На востоке доходит до Урала. В Азии обыкновенный шершень обитает в Малой Азии, на севере Ирана, северо-востоке Казахстана, западе Монголии, на востоке Китая, в Корее и Японии. Отмечен залёт этого вида на восток Туркменистана. В Сибири встречается по всему югу, наиболее северные находки: Октябрьское на реке Обь, Ханты-Мансийск, Сургут, низовья реки Ангара. На юге Дальнего Востока проникает на север до хребта Тукурингра и устья реки Амур. Однако в ряде мест нуждается в охране.
Также обыкновенный шершень был интродуцирован приблизительно в середине XIX века в Северную Америку, и обитает приблизительно в тех же широтах, что и в Европе, однако не живёт на западе Северной Америки.

## Взаимоотношения с человеком

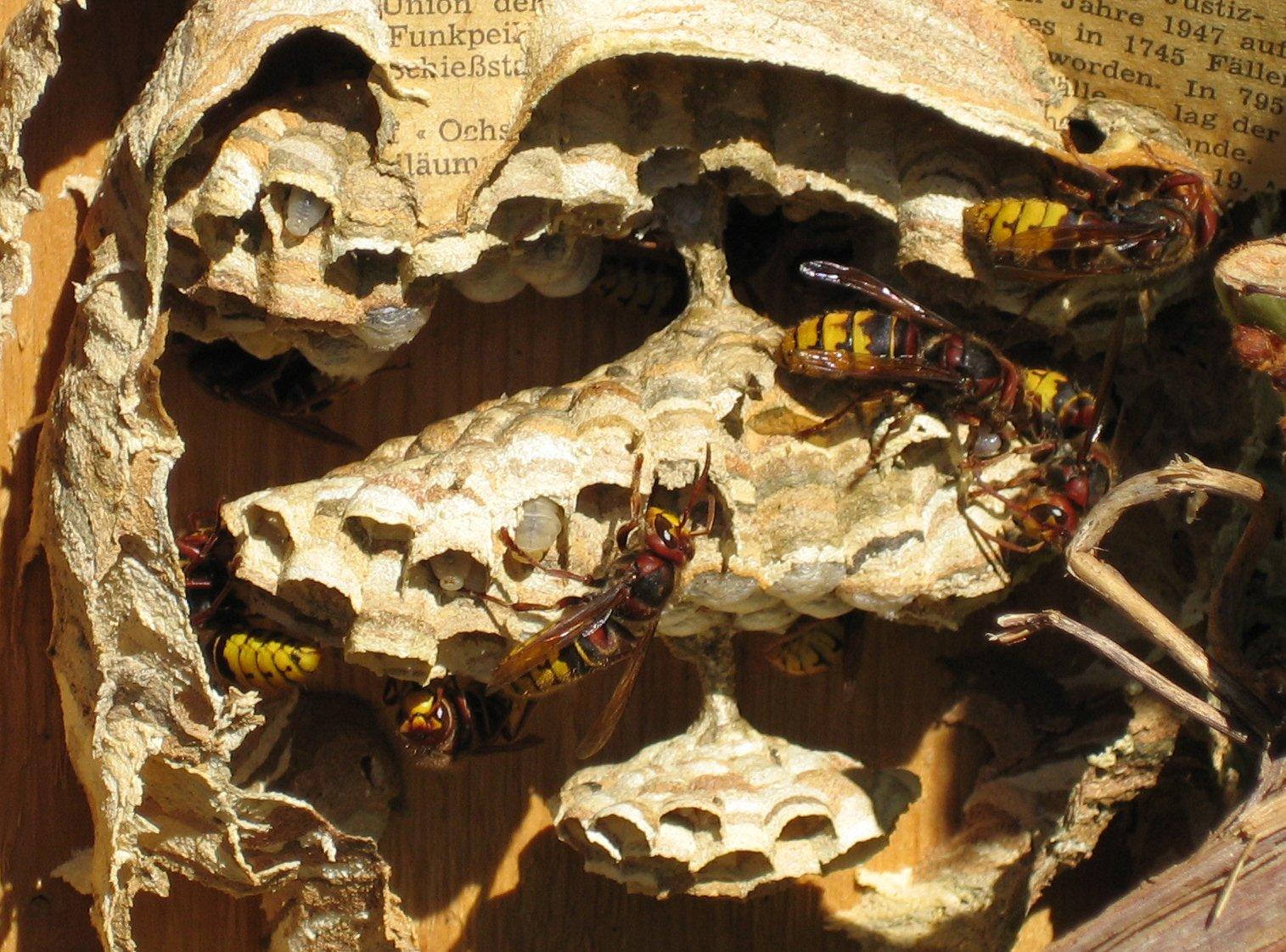
Вид гнезда шершней

В связи со своими внушительными размерами европейский шершень часто считается очень агрессивным и опасным. Многие люди боятся этих насекомых. Существует мнение, что трёх укусов шершня достаточно, чтобы убить человека, а семь способны убить лошадь. На самом деле шершни обыкновенные не опаснее обычных бумажных ос — напротив, они значительно менее агрессивны. С другой стороны, другие виды шершней, к примеру азиатский огромный шершень, значительно более опасны, чем обычные осы.
Если шершень попал в помещение через окно, то он будет медленно сканировать помещение в поисках выхода и со временем сам его найдёт. Для этого нужно всего лишь оставить открытым окно или дверь. Но если было потревожено гнездо, то многочисленные рабочие особи будут его решительно защищать. Вместе с тем, при медленном приближении к гнезду на расстояние до 50 см объект не будет атакован. Гнёзда шершней не являются проблемой, за исключением их фекалий, которые имеют неприятный запах.

### Охрана шершня
Многие люди из-за страха перед шершнями уничтожают их гнёзда. В связи с этим численность шершня резко упала, и в ряде мест он находится на грани вымирания. В Германии, Австрии, а также в других странах европейский шершень находится под охраной с 1 января 1987 года, их уничтожение запрещено законом, а штраф за уничтожение гнезда в Германии составляет до 50 000 евро.

## Список подвидов
Шершень обыкновенный имеет несколько подвидов:
- Vespa crabro crabro Linnaeus, 1758
- Vespa crabro vexator Harris, 1776
- Vespa crabro germana Christ, 1791
- Vespa crabro crabroniformis Smith, 1852
- Vespa crabro oberthuri du Buysson, 1902
- Vespa crabro flavofasciata Cameron, 1903
- Vespa crabro altaica Perez, 1910 (=nigra Birula, 1925)
- Vespa crabro caspica Perez, 1910
- Vespa crabro chinensis Birula, 1925